# Вінченцо Флоріо
Вінче́нцо Фло́ріо — людина, яка організувала великі перегони на Сицилії.
Вінченцо — син багатого батька — сицилійського бізнесмена. На рубежі століть, молодий і багатий Вінченцо, який просто закоханий в автомобілі і автоспорт, організовує в 1906 році у віці 23-х років свою власну гонку, після чого присвятив своє життя цим перегонам до самої смерті у 1959 році. Він сам влаштував кожну гонку на острові, а за перемогу в якій вручалася знаменита Targa Florio — «табличка Флоріо».